# بوصير جذعي
البوصير الجذعي (باللاتينية: Verbascum scaposum) نوع نباتي يتبع جنس البوصير من الفصيلة الغدبية.

## الموئل والانتشار
موطنه بلاد الشام وتركيا.